# Oro che incatena
Oro che incatena (Rumpelstiltskin) è un film muto del 1915 diretto da Raymond B. West sotto la supervisione di Thomas H. Ince. Basato sulla fiaba dei fratelli Grimm, il film fu interpretato da Clyde Tracy, Betty Burbridge, Kenneth Browne, J. Barney Sherry.

## Trama
Il deforme nano Rumpelstiltskin (in italiano, Tremotino) offre due sacchi d'oro in cambio della mano di Polly, la bella figlia del mugnaio. Quest'ultimo, però, lo caccia rabbiosamente e Rumpelstiltskin, a causa dell'umiliazione subita, giura di vendicarsi. Poiché le casse del regno sono desolatamente vuote, Rumpelstiltskin suggerisce a re Cole una soluzione per risolvere tutti i suoi problemi finanziari. Gli dice che Polly possiede il dono magico di trasformare la paglia in filo d'oro. Re Cole, allora, imprigiona la fanciulla insieme a suo padre, ordinandole di filare l'oro prima del sorgere del sole, altrimenti sia lei che il mugnaio verranno decapitati. Polly, disperata, per salvare suo padre accetta il patto di Rumpelstiltskin che le fornirà l'oro in cambio della promessa di poter disporre, quando sarà nato, del primogenito di Polly se questo sarà una bambina. Il figlio del re, innamorato di Polly, salva poi la ragazza da un drago: i due, insieme, partono volando via su un tappeto magico, regalo di una buona fata. Dal loro matrimonio nasce una bambina: Rumpelstiltskin, che non ha dimenticato il patto, arriva a riscuotere il prezzo dovuto, cioè la piccola principessa. I due genitori riescono a salvare la piccola e, sempre volando sul tappeto, tornano al castello; Rumpelstiltskin, che è stato catturato, viene gettato in una cella dove, da quel momento, dovrà filare oro fino alla fine dei suoi giorni.

## Produzione
La lavorazione del film, prodotto da Thomas H. Ince per la New York Motion Picture, durò da ottobre-novembre 1914 fino a inizio aprile 1915.

## Distribuzione
Il copyright del film, richiesto dalla New York Motion Picture Corp., fu registrato il 10 maggio 1915 con il numero LP5251.

Distribuito dalla Mutual, il film uscì in sala il 10 maggio 1915. Nel 1917, venne distribuito in Italia dalla Parravicini.
Copie complete della pellicola si trovano conservate negli archivi della Cineteca del Friuli di Gemona, della Library of Congress di Washington, del Museum Of Modern Art di New York, dell'UCLA Film And Television Archive di Los Angeles.